# Li Luo
Li Luo (Guizhou, China, 1976) es una gimnasta artística china, campeona del mundo en 1994 en las barras asimétricas.

## 1994
En el Mundial que tuvo lugar en Brisbane (Australia) consigue la medalla de oro en barras asimétricas, por delante de las rusas Svetlana Khorkina (plata) y Dina Kochetkova (bronce).